# Das Traumhotel – Zauber von Bali
Zauber von Bali ist ein deutsch-österreichischer Liebesfilm aus dem Jahr 2005. Der Fernsehfilm ist der dritte Teil der Filmreihe Das Traumhotel.

## Handlung
Franziska und Maria Helmi leiten gemeinsam ein Luxushotel auf Bali. Während Franziska das Hotel gerne an die Siethoff-Gruppe verkaufen und nach Europa zurückkehren möchte, kann sich Maria, eine begnadete Köchin und Küchenchefin, nicht vorstellen, das Hotel jemals zu verlassen. Auf Bitten seiner Tante Dorothea von Siethoff begibt sich der erfolgreiche Hotelmanager Markus Winter in Begleitung seiner Tochter Leonie nach Bali, um die Übernahme des Hotels zu regeln. Dort verliebt er sich in Maria, die in die Pläne ihrer Schwester und der Siethoff-Gruppe nicht eingeweiht ist. Zeitgleich steigt auch der berühmte Pariser Restaurantbesitzer Pierre Fontanne im Hotel ab. Markus hält ihn zunächst für einen Konkurrenten bei der Hotelübernahme. Fontanne jedoch möchte Maria für seine Restaurantkette als Starköchin gewinnen.
Leonie vertreibt sich währenddessen die Zeit im Luxushotel und lernt dort die Hotelangestellte Sowiemon kennen. Beide schwärmen für den Sänger Alexander, der auf Bali ein Anwesen hat und dort erwartet wird. Aber nicht Alexander begegnen sie, als sie das Anwesen aufsuchen, sondern dem Hausverwalter Jan, der sich als Alexanders Manager ausgibt. Zwischen Leonie und Jan entspinnt sich ein Urlaubsflirt. Papa Markus gefällt das gar nicht.
Die erfolgreiche Schriftstellerin Heide Heller hat sich auf Bali zurückgezogen, um Abstand zu ihrem Mann Roland zu gewinnen, der sie betrogen hat. Roland jedoch, der seinen Fehltritt bereut, lässt nichts unversucht, um Heide zurückzugewinnen. Seine zwar oft spektakulären, aber tollpatschigen Versuche werden von Heide zunächst abgewiesen oder ignoriert. 
Nachdem auch Dorothea von Siethoff angereist ist, glätten sich allmählich die Wogen. Die Siethoff-Gruppe übernimmt das Hotel, Maria bleibt dort Küchenchefin und erteilt Fontanne eine Absage. Heide Heller verzeiht ihrem Mann und Leonie und Jan erleben auf einem großen Abschiedsfest den Live-Auftritt des Sängers Alexander.

## Produktion
Das Traumhotel – Zauber von Bali wurde 2004 auf Bali und Lombok gedreht. Die Kostüme schuf Christoph Birkner, das Szenenbild stammt von Walter Dreier. Der Film erlebte am 8. April 2005 im Ersten seine Fernsehpremiere.

## Kritik
TV Spielfilm  tat die Traumhotel-Episode Zauber von Bali mit dem Satz ab: „Reiseprospekt mit Rahmenhandlung.“